# Небесні стежки
«Небесні стежки» — радянський художній фільм 1981 року, знятий режисером Зурабом Тутберідзе на кіностудії «Грузія-фільм».

## Сюжет
Гурам, пілот вертольота, працює на складному маршруті Телаві-Омало і щодня ним перевозить пасажирів. Це єдиний шлях, який пов'язує горян Тушетії із зовнішнім світом. Число покинутих будинків та сіл постійно збільшується.

## У ролях
- Вахтанг Каджирашвілі — Гурам (дублював Володимир Гусєв)
- Сосо Абрамішвілі — Лука (дублював Микола Граббе)
- Русудан Кікнадзе — Русудан (дублювала Людмила Стоянова)
- Олександр Махарадзе — Аліко (дублював Віктор Філіппов)
- Шота Схіртладзе — роль другого плану (дублював Володимир Разумовський)
- Лілі Хуріті — Лілі (дублювала Тетяна Божок)
- Тамаз Данелія — Тамазі (дублював Рудольф Панков)
- Дареджан Харшиладзе — Дареджан (дублювала Ольга Григор'єва)
- Іобі Бартішвілі — Піпіло (дублював Олексій Алексєєв)
- Мераб Берідзе — Георгій (дублював Костянтин Тиртов)
- Лері Зардіашвілі — роль другого плану
- Резо Накудашвілі — Резо (дублював Станіслав Захаров)
- Лія Ахеджакова — дружина туриста
- Олександр Кузнецов — роль другого плану

## Знімальна група
- Режисер — Зураб Тутберідзе
- Сценарист — Резо Чархалашвілі
- Оператор — Ігор Амасійський
- Композитори — Зураб Надарая, Олександр Раквіашвілі
- Художник — Шота Гоголашвілі